# Neogardneria
Neogardneria is een monotypisch geslacht van slechts één orchideeënsoort uit de onderfamilie Epidendroideae, afgescheiden van het geslacht Zygopetalum.
Neogardneria murrayana is een epifytische plant van vochtige, schaduwrijke regenwouden langs de Atlantische kust van Brazilië, gekenmerkt door grote, vlezige bloemen met gelijkvormige, gedraaide kroon- en kelkbladen en een witte bloemlip met een opvallende geribbelde callus.

## Naamgeving en etymologie
Neogardneria is vernoemd naar de Britse orchideeënspecialist George Gardner (1812-1849), met het voorvoegsel 'neo' om het onderscheid te kunnen maken met het geslacht Gardneria in de familie Loganiaceae.

## Kenmerken
Neogardneria lijkt in vegetatieve vorm sterk op soorten van de geslachten Pabstia en Zygopetalum. Het zijn kleine tot middelgrote epifytische planten, met korte rizomen, robuuste, eivormige, zijdelings samengedrukte pseudobulben, verborgen onder oude bladscheden, met aan de top maximaal vier grote gladde lancetvormige tot lijnlancetvormige, vooral aan de rugzijde duidelijk generfde bladeren. De bloeiwijze is een ijlbloemige bloemtros met tot zeven grote maar onopvallende bloemen op een korte, okselstandige, rechtopstaande bloemstengel.
De bloemen zijn vooral groen en wit gekleurd, met gele en rode details. De kelk- en kroonbladen zijn gelijkvormig, lancetvormig, vlezig, groen gekleurd, gedraaid aan de uiteinden. De bloemlip is dik, viltig behaard, wit en drielobbig, met een lange middenlob voorzien van een duidelijke centrale, halfcirkelvormige, geribbelde callus, en twee smalle rechtopstaande zijlobben. Het gynostemium is kort, breed en vlezig.

## Taxonomie
Uit DNA-onderzoek uit 2005 door Whitten en anderen blijkt dat Neogardneria enkel in combinatie met de zustergeslachten Pabstia en Zygopetalum een monofyletische clade kan vormen.
Het geslacht is tot op heden monotypisch, het omvat slechts één soort.

## Soorten
- Neogardneria murrayana (Gardner ex Hook.) Schltr. ex Garay (1973)